# منطقة بالاغات
بالاغات رمزها «BL» (بالإنجليزية: Balaghat)‏ ، هو تقسيم إداري لدولة الهند تتبع ولاية مدية برديش (بالإنجليزية: Madhya  Pradesh)‏ ، مركزها هو مدينة بالاغات (بالإنجليزية: Balaghat)‏ عدد سكانها حسب تعداد سنة 2001 هو 1,445,760 ، مساحتها 9,229 كم² وكثافة السكان 157 لكل كم² .